# 希尔登 (英国)

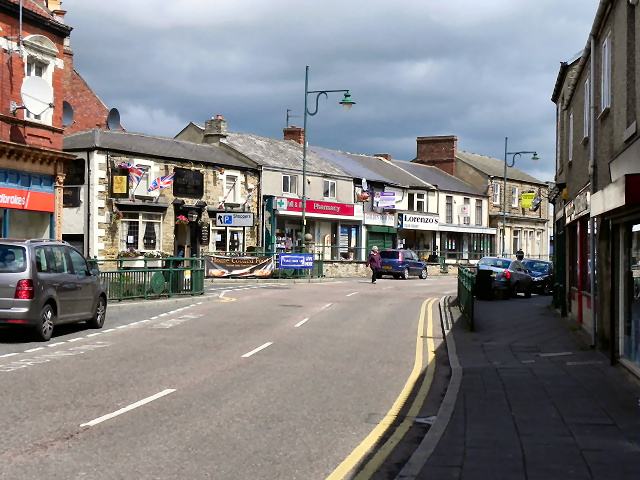
希爾登

希爾登（英語：Shildon）是英國英格蘭達勒姆郡的一個城鎮和民政教區。2011年人口普查的人口為9,976人。這座城鎮的歷史與 19 世紀的鐵路建設密切相關，希爾登鐵路博物館亦位於鎮上。